# Società Sportiva Maceratese 1922
La Società Sportiva Maceratese 1922 es un club de fútbol de Italia, con sede en Maceratese, en las Marcas. Fue fundado el 21 de diciembre de 1922 y refundado en varias ocasiones. Compite en la Serie D, cuarta categoría del fútbol italiano.

## Historia
Fue fundado en el año 1922  con el nombre Unione Calcistica Maceratese luego de la fusión de los 4 principales equipos de la ciudad: Helvia Recina, Macerata, Robur Macerata y Virtus Macerata. Estuvieron en la Serie B por primera vez en la temporada de 1925/26.
En el año 2001 cambiaron su nombre al de Associazione Calcio Maceratese hasta que en el año 2009 el club se declaró en bancarrota. En el verano del mismo año el club fue refundado como Fulgor Maceratese 1922 y un año después cambió su nombre por el que tiene actualmente.
Mientras formaba parte de la Lega Pro al finalizar la temporada 2016/17, el club es desafiliado de la liga por problemas financieros, y en 2018 el club es refundado en la sexta división.

## Palmarés

### Torneos interregionales
- Serie C (4): 1938-39 (Grupo F), 1939-40 (Grupo F), 1946-47 (Grupo F), 1947-48 (Grupo Q)
- Campionato Interregionale (1): 1958-59 (Grupo G)
- Serie D (4): 1962-63 (Grupo E), 1969-70 (Grupo D), 1979-80 (Grupo C), 2014-15 (Grupo F)
- Campionato Nazionale Dilettanti (2): 1992-93 (Grupo E), 1995-96 (Grupo E)

### Torneos regionales
- Seconda Divisione (1): 1922-23
- Eccellenza Marche (4): 1991-92, 2004-05, 2011-12, 2024-25
- Promozione Marche (1): 2021-22 (Grupo B)
- Campionato Dilettanti Marche (1): 1957-58
- Prima Divisione Marche (1): 1955-56 (Grupo A)
- Seconda Categoria Marche (1): 1990-91 (Grupo D)
- Copa Italia de Aficionados Marche (1): 1991-92